# Cabussó de Nova Zelanda
El cabussó de Nova Zelanda (Poliocephalus rufopectus) és una espècie d'ocell de la família dels Podicipèdids (Podicipedidae) que habita pantans, llacs i estuaris de l'Illa del Nord de Nova Zelanda.